# Automobielmuseum Reims-Champagne
Het Automobielmuseum Reims-Champagne ((fr) : Musée Automobile Reims-Champagne) is een museum in Reims, in de Franse regio Grand-Est. Het museum is gevestigd in het voormalige pand van de firma Menuiserie Métallique Moderne, op Avenue Clemenceau 84.
Philippe Charbonneaux richtte in 1970 het eerste museum op dat zijn collectie huisvestte in de buurt van Saint-Dizier. De collectie werd in 1985 overgebracht naar Reims.
Het museum is een van de vijf belangrijkste automusea in Frankrijk. De collectie bestaat uit ongeveer 230 voertuigen, 120 vintage trapauto's en 7.000 miniatuur- en speelgoedvoertuigen. Sinds 1999 wordt het beheerd door een vereniging van gepassioneerde verzamelaars. Het oudste voertuig in het museum is een Lacroix-de-Laville Nef uit 1903.
De merken Alfa Romeo, Amilcar, Berliet, Chenard-Walcker, Citroën, DB, De Dion-Bouton, Delage, Delahaye, Doriot, Flandrin & Parant, Fiat, Lancia, Mercedes-Benz, MG, Panhard, Peugeot, Porsche, Renault, Rochet-Schneider, Rosengart, Salmson, Simca, Sizaire-Berwick en Talbot zijn vertegenwoordigd.
Ook zijn er zeldzame motorfietsen te zien (BSA, Condor, Gillet, Monet-Goyon, Motobécane, Norton, NSU, Rumi, Soyer, Terrot, Triumph, etc.).
Delen van het museum zijn gewijd aan miniatuurauto's, speelgoed en vintage trapauto's.

## Galerij

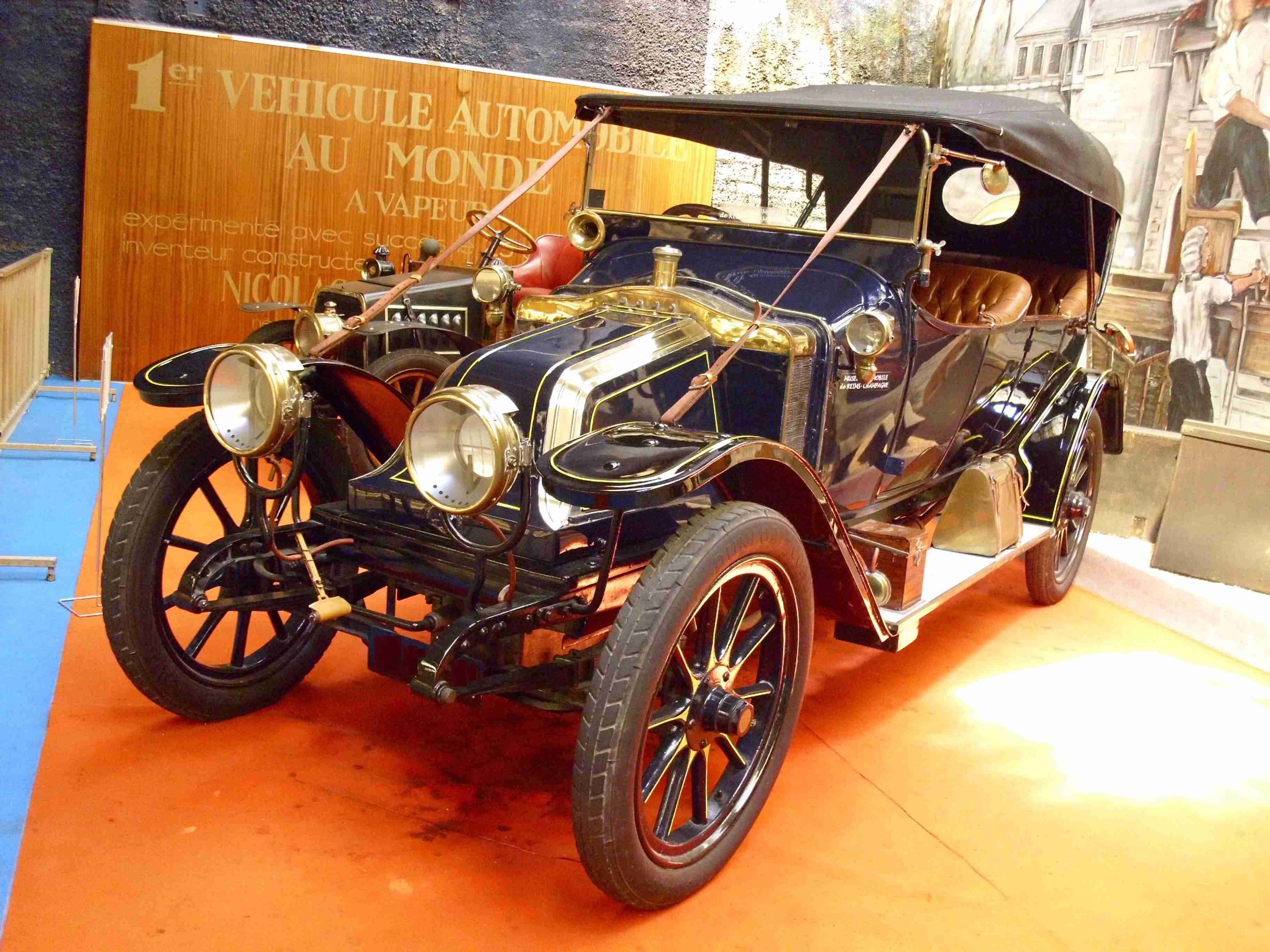
Lokaal model van de Ateliers rémois de constructions électriques (elektrische constructiewerkplaatsen van Reims)
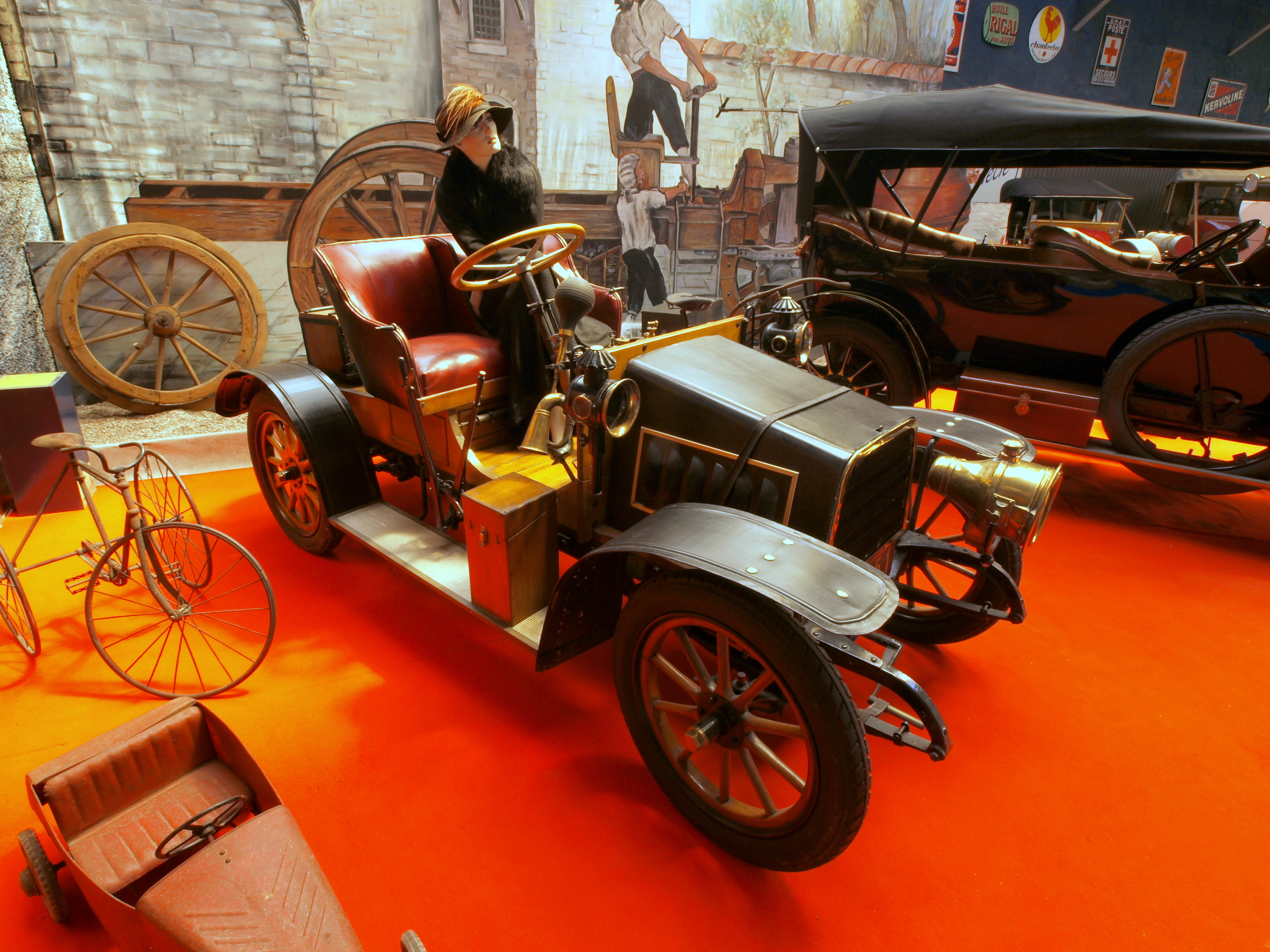
DFP 1100cc vanaf 1908
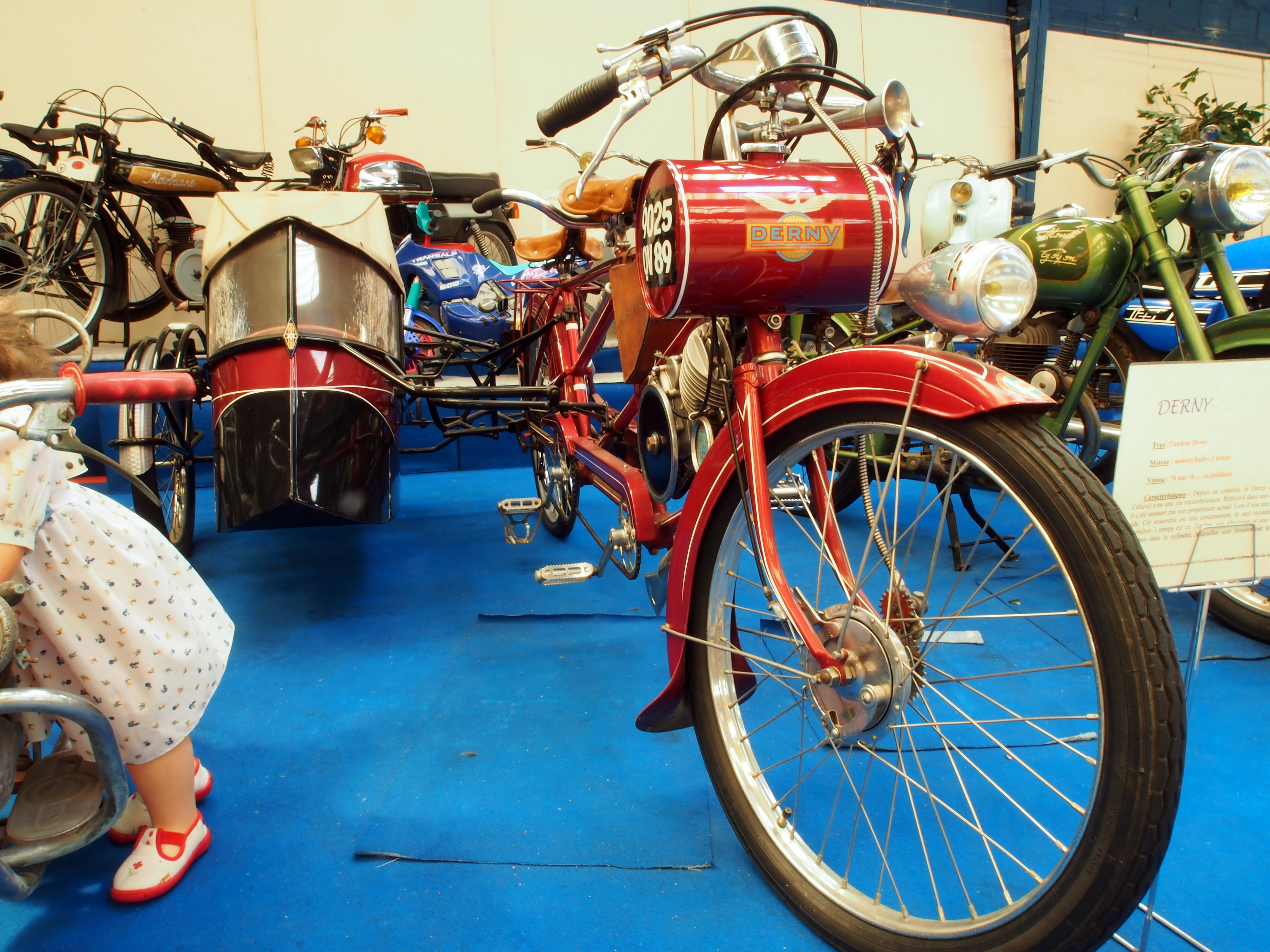
1951, Tandem Derny
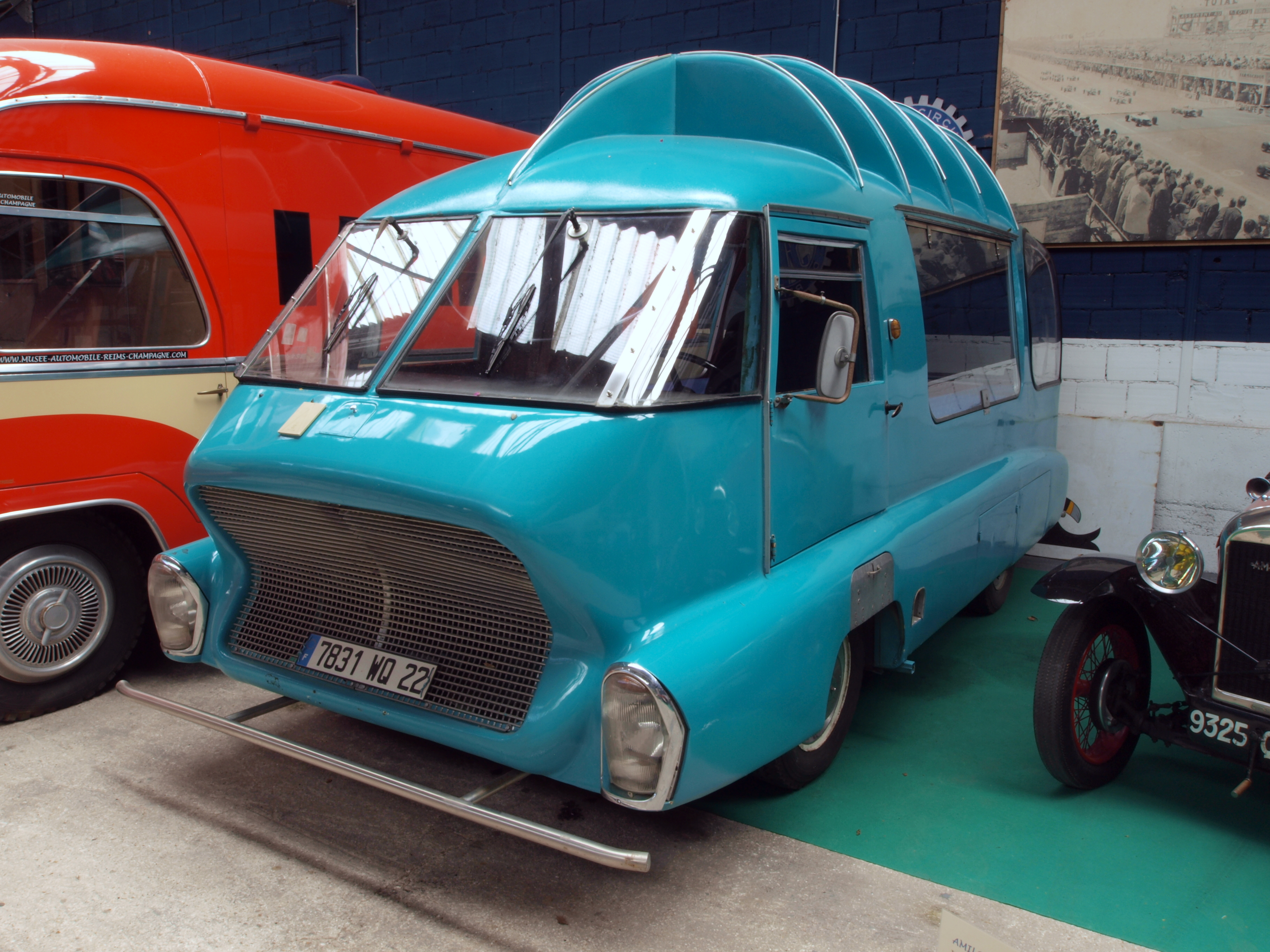
Blauwe bus
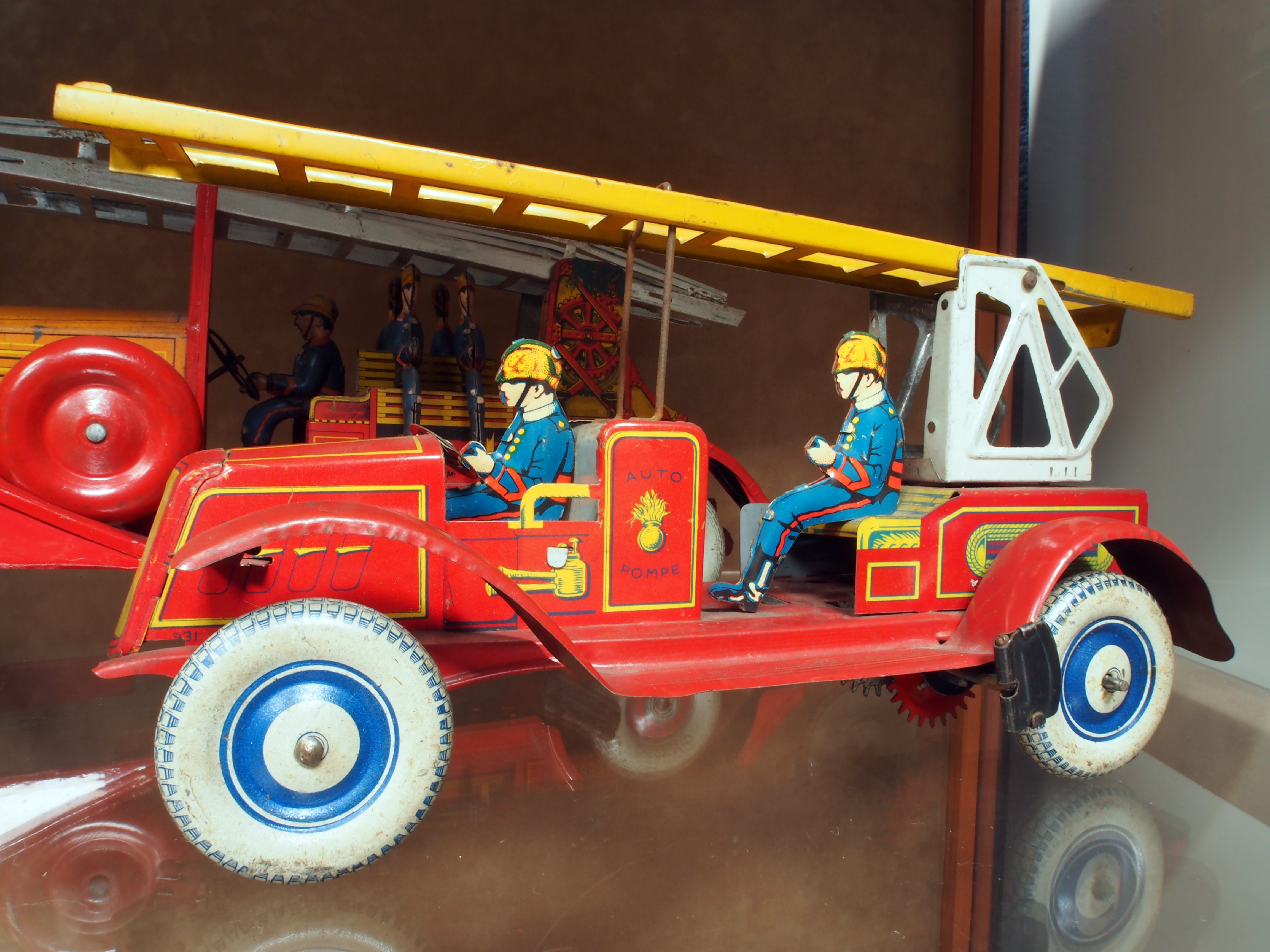
Miniatuur brandweerwagen

## Bron
Dit artikel of een eerdere versie ervan is een (gedeeltelijke) vertaling van het artikel Musée Automobile Reims-Champagne op de Franstalige Wikipedia, dat onder de licentie Creative Commons Naamsvermelding/Gelijk delen valt. Zie de bewerkingsgeschiedenis aldaar.